# Orotina
Orotina est une ville de la province d'Alajuela au Costa Rica. La ville d'Orotina est la capitale du canton d'Orotina.

## Géographie
La ville est située dans une zone relativement plate de la chaîne centrale, elle est cependant entourée de montagnes. Parmi les cours d'eau à proximité, on peut citer la rivière Machuca. La ville se trouve à environ 20 km de l'océan Pacifique, et à 64 km de la capitale San José.

## Éducation
- Primo Vargas Valverde - école primaire, située de l'autre côté du parc municipal
- Instituto Agropecuario de Orotina - Collège